# GWLT
GWLT est un groupe allemand de punk hardcore et hip-hop, originaire de Munich.

## Histoire
GWLT est formé en 2013 à Munich par le chanteur David Mayonga et le guitariste Chris Zehetleitner. Plus tard, un deuxième guitariste, Florian Gudzent, ainsi que le bassiste Michael Kokus et le batteur Fabian Füss rejoignent le duo. Zehetleitner, Füss et Gudzent jouaient auparavant dans les célèbres groupes de punk rock Emil Bulls, The Blackout Argument et The New Recruits. Le chanteur Mayonga est également connu comme MC sous le nom de Roger Rekless.
L'année même de sa création, le groupe sort son premier EP Ohne Anfang Ohne Ende avec trois morceaux via Acuity.Music, la filiale de le label discographique indépendant Let It Burn Records, tout d'abord au niveau numérique. Une publication sur une base physique a lieu avec la sortie du deuxième EP Psychogenese in Zeiten der Apokalypse le 23 mai 2014. Les deux EP font partie, avec l'EP Wir sind keine Helden sorti le 10 octobre 2014, d'une trilogie d'EP qui est rééditée plus tard sous forme de triade d'EP en bundle. La version physique de tous les EP est publiée par Cutwork Collective, un autre sous-label de Let It Burn Records. Avec la chanson Frontex International, le groupe soutient la Hardcore Help Foundation, qui compresse entre autres des chansons de groupes de scène connus et inconnus sur une compilation et soutient des projets sociaux avec les recettes. Dans le cadre de la crise des réfugiés, les recettes ont notamment été versées à des centres de premier accueil.
Le 13 juillet 2015, Marcus Staiger de Nuclear Blast annonce la création d'un nouveau sous-label, Arising Empire, dont GWLT est l'une des premières signatures. Avant de signer avec Arising Empire, le groupe sort la chanson Weil wir viele sind, accompagnée d'un clip. En outre, les musiciens lancent la campagne Weil wir viele sind, qui s'engage dans des projets sociaux et politiques en dehors de la musique. Le 13 novembre 2015, un autre EP, Die Grundmauern der Furcht, sort en exclusivité sous format CD, limité à 1 000 exemplaires. Le premier album Stein abd Eisen est annoncé fin 2015 et sort finalement le 29 janvier 2016 via Arising Empire. L'album est enregistré dans les studios Kohlekeller avec le producteur Kristian « Kohle » Kohlmannslehner. Deux concerts de pré-écoute ont lieu en octobre 2015 à l'Underground à Cologne ainsi qu'au club berlinois Cassiopeia.
Entre le 30 janvier 2016 et le 6 mars 2016, le groupe joue dans le cadre de la tournée Togetherfest dans plusieurs villes allemandes, ainsi qu'en Autriche, en Belgique, aux Pays-Bas et au Royaume-Uni. À cette occasion, le groupe joue en première partie de Gorilla Biscuits, Modern Life Is War et Touché Amoré.

## Style musical
Dans sa critique de l'album Stein und Eisen, Ulf Imwiehe du magazine Intro décrit la musique de GWLT comme du « bollo-hardcore abrutissant avec des riffs de groove metal simplistes et du rap germanophone à la langue acérée ». Michael Klaas du magazine en ligne Metal.de décrit la musique comme un « style de jeu accrocheur du metal alternatif influencé par le hardcore ». 

## Discographie

### EP et albums
- 2013 : Ohne Anfang Ohne Ende (EP, Acuity.Music)
- 2014 : Ohne Anfang Ohne Ende (EP, Cutwork Collective)
- 2014 : Psychogenese in Zeiten der Apokalypse (EP, Cutwork Collective)
- 2014 : Wir sind keine Helden (EP, Cutwork Collective)
- 2014 : Ohne Anfang ohne Ende EP-Trias (die EPs Ohne Anfang Ohne Ende, Psychogenese in Zeiten der Apokalypse und Wir sind keine Helden als Bundle, Cutwork Collective)
- 2015 : Die Grundmauern der Furcht (EP, Arising Empire)
- 2016 : Stein and Eisen (Album, Arising Empire)

### Clips
- 2013 : Krrk! Und Frieden
- 2014 : Alles muss brennen
- 2014 : Wir sind keine Helden
- 2015 : Frontex International
- 2015 : Weil wir viele sind
- 2015 : Ruhe und Frieden
- 2015 : Die Grundmauern der Furcht
- 2016 : Stein
- 2016 : Eisen